# Старотуймазинська сільська рада
Старотуймази́нська сільська рада (рос. Старотуймазинский сельский совет) — муніципальне утворення у складі Туймазинського району Башкортостану, Росія. Адміністративний центр — село Старі Туймази.

## Населення
Населення — 2321 особа (2019, 1794 у 2010, 1737 у 2002).

## Склад
До складу поселення входять такі населені пункти:
| Населений пункт        | Населення, осіб (2002) | Населення, осіб (2010) |
| ---------------------- | ---------------------- | ---------------------- |
| Горний, присілок       | 283                    | 292                    |
| Карат-Тамак, присілок  | 73                     | 78                     |
| Кизил-Буляк, присілок  | 73                     | 76                     |
| Пожарного Депо, селище | 40                     | -                      |
| Раєвка, присілок       | 61                     | 101                    |
| Старі Туймази, село    | 1223                   | 1247                   |